# Diodato
Antonio Diodato (Aosta; 30 de agosto de 1981), conocido simplemente como Diodato, es un cantautor italiano. Ganó la 70.ª edición del Festival de Música de San Remo con la canción "Fai rumore".

## Carrera
Nació en Aosta de padre salernitano y madre tarentina. Su infancia transcurrió en la ciudad de su madre, donde creció, y en Roma. 
Sus primeros pasos en la música tuvieron lugar en Estocolmo, donde colaboró interpretando un tema junto con los  DJ's suecos Sebastian Ingrosso y Steve Angello (que años después formarían la Swedish House Mafia). A su vuelta a Italia, se graduó en Disciplinas de las artes, la música y el entretenimiento por la Universidad de Roma III.
Ha lanzado dos álbumes de estudio, E forse sono pazzo (LeNarcisse / Goodfellas) y A ritrovar bellezza (LeNarcisse / RCA / SonyMusic). En 2014 ganó los MTV Italian Music Awards a la Mejor Nueva Generación, el Premio Deezer Band of the Year y el Premio Fabrizio de André.
Entre sus principales influencias musicales se encuentran Pink Floyd, Fabrizio De André, Luigi Tenco, Domenico Modugno y Radiohead.

## Festival de la Canción de San Remo
En diciembre de 2013 fue seleccionado para participar en la edición del Festival de San Remo de 2014, dentro de la sección "Nuove Proposte", interpretando el tema "Babilonia". Los días 19 y 21 de febrero de 2014, por lo tanto, se sube al escenario del Teatro Ariston de Sanremo para defender su canción, logrando finalmente la segunda posición en la clasificación de la sección, detrás de Rocco Hunt, y recibiendo el premio de calidad del jurado presidido por Paolo Virzì.
En 2018 participó en la sección oficial del Festival de San Remo con el tema "Adesso", interpretado junto al trompetista Roy Paci, clasificándose finalmente en el octavo puesto.
En 2020, vuelve a participar en el festival, esta vez con el tema "Fai rumore", y logrando el triunfo en la final por delante de Francesco Gabbani y Pinguini Tattici Nucleari; el tema también consiguió el Premio de la Crítica "Mia Martini" y el Premio de la Prensa "Lucio Dalla". Como ganador del Festival de San Remo, Diodato fue designado como representante de Italia en el Festival de la Canción de Eurovisión 2020, aunque el certamen fue cancelado debido a la pandemia de COVID-19. La canción ganadora está dedicada a su expareja, la cantante Levante, según lo declarado por el propio artista.

## Discografía

### Discos de estudio
- 2013 – E forse sono pazzo
- 2014 – A ritrovar bellezza
- 2017 – Cosa siamo diventati
- 2020 – Che vita meravigliosa

### Singles
- 2013 – "Amore che vieni amore che vai"
- 2014 – "Ubriaco"
- 2014 – "Babilonia"
- 2014 – "Se solo avessi un altro"
- 2014 – "I miei demoni"
- 2014 – "Eternità"
- 2016 – "Mi si scioglie la bocca"
- 2017 – "Di questa felicità"
- 2017 – "Cretino che sei"
- 2018 – "Adesso" (con Roy Paci)
- 2018 – "Essere semplice"
- 2019 – "Il commerciante"
- 2019 – "Non ti amo più"
- 2019 – "Che vita meravigliosa"
- 2020 – "Fai rumore"
- 2020 – "Un'altra estate"

## Filmografía

### Actor
- Un'avventura (Marco Danieli, 2019)

## Premios y reconocimientos
- 2014 – Premio giuria di qualità di Sanremo con Babilonia
- 2014 – Premio MTV Award Best New Generation
- 2014 – Premio Deezer como mejor artista del año
- 2014 – Premio De André come migliore reinterpretazione dell'opera
- 2020 – Vencedor del 70.º Festival de la Canción de San Remo con "Fai rumore"
- 2020 – Premio de la Crítica "Mia Martini" con "Fai rumore"
- 2020 – Premio de la Prensa "Lucio Dalla" con "Fai rumore"
- 2020 – Premio Lunezia por el valor musical y literario de la canción "Fai rumore"